# 山瀬町
山瀬町（やませちょう）は、徳島県麻植郡にあった町。現在の吉野川市山川町の北東の一角にあたる。本項では町制前の名称である山瀬村（やませそん）についても述べる。

## 地理
- 河川 ： 吉野川、川田川

## 歴史
- 1889年（明治22年）10月1日 - 町村制の施行により、山崎村・瀬詰村および川田村の一部の区域をもって山瀬村が発足。
- 1923年（大正12年）5月5日 - 山瀬村が町制施行して山瀬町となる。
- 1950年（昭和25年）3月29日 - 昭和天皇のお召し列車が山瀬駅に5分間停車。駅前奉迎が行われた（昭和天皇の戦後巡幸）[1]。
- 1955年（昭和30年）1月1日 - 川田町・三山村の一部（字小竹・品野・中筋・高尾野・川俣・刷石・毛無・土井奥・峠・湯殿を除く）と合併して山川町が発足。同日山瀬町廃止。

## 交通

### 鉄道路線
- 日本国有鉄道
  - 徳島本線（現・徳島線）
    - 山瀬駅 - 湯立駅（現・阿波山川駅）

### 道路
- 国道192号

## 関連文献
- 『山瀬町史』徳島県麻植郡山瀬町、1930年。NDLJP:1029943。